# Hrvatski rukometni kup za žene 1999./2000.
Hrvatski rukometni kup za žene za sezonu 1999./2000. je osmi put zaredom osvojila Podravka Dolcela iz Koprivnice.

## Rezultati

### Osmina završnice
| klub1                         | rez.         | klub2                    |
| ----------------------------- | ------------ | ------------------------ |
| Podravka Dolcela Koprivnica   | 29:11, 35:14 | Podravka Lino Koprivnica |
| Zvečevo Požega                | 22:22, 18:23 | Osijek                   |
| Rudar Labin                   | 21:28, 16:25 | Split Kaltenberg         |
| TVIN Trgocentar Virovitica    | 34:15, 30:15 | Makarska                 |
| Slavonijatrans Slavonski Brod | 22:30, 23:26 | Kraš Zagreb              |
| Trogir MAR - Meleus           | 19:21, 16:25 | Trešnjevka Zagreb        |
| Opatija                       | 35:20, 36:26 | Vrbina Sisak             |
| Koka Varaždin                 | 21:17, 20:21 | Zamet Rijeka             |

### Četvrtzavršnica
| klub1             | rez.         | klub2                       |
| ----------------- | ------------ | --------------------------- |
| Kraš Zagreb       | 18:18, 21:25 | Split Kaltenberg            |
| Osijek            | 20:18, 25:17 | TVIN Trgocentar Virovitica  |
| Opatija           | 22:21, 14:23 | Koka Varaždin:              |
| Trešnjevka Zagreb | 21:26, 17:27 | Podravka Dolcela Koprivnica |

### Završni turnir
Igrano u Splitu.
| klub1                       | rez.          | klub2                       |
| poluzavršnica               | poluzavršnica | poluzavršnica               |
| --------------------------- | ------------- | --------------------------- |
| Split Kaltenberg            | 16:25         | Podravka Dolcela Koprivnica |
| Koka Varaždin               | 21:23         | Osijek                      |
|                             |               |                             |
| za pobjednika               |               |                             |
| Podravka Dolcela Koprivnica | 23:17         | Osijek                      |

## Poveznice
- 1. A HRL za žene 1999./2000.
- 1. B HRL za žene 1999./2000.
- 2. HRL za žene 1999./2000.